# لوین کورزاوا
لوین کورزاوا (انگلیسی: Layvin Kurzawa؛ زادهٔ ۴ سپتامبر ۱۹۹۲) بازیکن فوتبال اهل فرانسه است.